# Gabriel Zubeir Wako
Gabriel Zubeir Wako (Mboro, 27 de fevereiro de 1941) é um cardeal da Igreja Católica sul-sudanês,  Arcebispo emérito de Cartum. Em 2010, ele sofreu uma tentativa de assassinato por extremistas islâmicos no Sudão.

## Biografia
Nascido em 27 de fevereiro de 1941, na vila de Mboro, em Bahr al-Ghazal Ocidental, na época Sudão. Iniciou seus estudos nas escolas primárias de Mboro em 1947 e em Nyamlel, de 1948 a 1950. Frequentou a escola secundária de 1951 a 1955 no Seminário Menor de Santo Antônio, em Bussere, Wau. Entre 1956 e 1959, estudou filosofia no Seminário Maior Nacional de São Paulo, Tore River, Yei e estudou teologia de 1960 a 1963 no mesmo seminário. Depois, estudou teologia na Pontifícia Universidade Urbaniana, de 1968 a 1969 e na Pontifícia Universidade Lateranense, de 1969 a 1971, onde obteve uma licenciatura em teologia pastoral em 1971.
Foi ordenado padre em 21 de julho de 1963, em Wau, por Ireneus Wien Dud, bispo-titular de Barcuso e vigário apostólico de Wau.  Nove meses após sua ordenação sacerdotal, todos os missionários foram expulsos do Sudão e ele se tornou reitor do Seminário Menor de Wau.
Em 12 de dezembro de 1974, foi eleito bispo de Wau, sendo consagrado em 6 de abril de 1975, na Catedral Metropolitana de Santa Teresa, em Juba, pelo cardeal Agnelo Rossi, prefeito da Congregação para a Evangelização dos Povos, assistido por Ubaldo Calabresi, arcebispo-titular de Fondi, pró-núncio no Sudão, e por Ireneus Wien Dud, arcebispo de Juba.
Promovido a arcebispo-coadjutor de Cartum em 30 de outubro de 1979, sucedeu a sé metropolitana em 10 de outubro 1981. Foi o Presidente da Conferência Episcopal do Sudão de 1978 a 1990, de 1992 a 1999 e novamente, de 2012 a 2016.
Foi criado cardeal-presbítero no consistório de 21 de outubro de 2003 pelo Papa João Paulo II, recebendo o barrete vermelho e o titulus de Santo Atanásio na Via Tiburtina. Ele é o primeiro cardeal sudanês.
Ele escapou por pouco de uma tentativa de assassinato durante a missa comemorando o dia de festa de São Daniel Comboni, em 10 de outubro de 2010, quando um homem identificado como Hamdan Mohamed Abdurrahman se levantou durante a Glória e correu em direção ao prelado com uma faca, mas foi parado pelo mestre de cerimônias do cardeal. Frequentemente queixou-se do crescimento do fundamentalismo islâmico no país e criticou os grupos árabes por sua violência anti-negra. Ao longo de mais de duas décadas de conflito, o cardeal tem sido uma voz constante da razão, pedindo paz, misericórdia e perdão em uma terra marcada pela guerra. Quase três milhões perderam a vida quando o Sudão passou de uma guerra para outra. No entanto, a mensagem consistente do cardeal tem sido de reconciliação. Ele é apaixonado por música, especialmente para celebrações litúrgicas.
Sua resignação do governo pastoral da arquidiocese de Cartum foi aceita em 9 de dezembro de 2016. Foi sucedido por Michael Didi Adgum Mangoria, então arcebispo-coadjutor de Cartum.

## Conclaves
- Conclave de 2005 - participou do conclave que elegeu o Papa Bento XVI.
- Conclave de 2013 - participou do conclave que elegeu o Papa Francisco.